# Twisp (Washington)
Twisp je градић u američkoj saveznoj državi Washington. Prema popisu stanovništva iz 2010. u njemu je živjelo 919 stanovnika.